# Sima papsapkagomba
A sima papsapkagomba (Helvella leucomelaena) a papsapkagombafélék családjába tartozó, Európában, Észak- és Dél-Amerikában honos, fenyvesekben élő, nem ehető gombafaj.

## Megjelenése
A sima papsapkagomba termőteste 1,5-3 cm széles, alakja rövid nyelű vagy nyél nélküli serlegre vagy urnára emlékeztet. Széle idővel kissé kiterülhet és csillagszerűen behasadozhat. Fehéres tönkszerű része mélyen a talajban ül, felületén néhány hosszú, lekerekített bordával, amelyek azonban a serleg külső részén nem folytatódnak. Külső felszíne felül sötétszürke vagy feketésbarna, alul fehéres. 
Belső spóratermő rétege (hymenium) tompa szürkésbarna vagy feketésbarna.   
Húsa kb. 1 mm vastag, törékeny, kétrétegű. Színe halványszürke vagy fehéres. Szaga és íze nem jellegzetes. 
Spórapora fehér. Spórája elliptikus, sima, vékonyfalú, inamiloid, éretten egy olajcseppje van; mérete 21-25 x 11,5-13 µm. 

### Hasonló fajok
A bordás serleggomba hasonlít hozzá, de nála a tönkrészen a bordák végighúzódnak a serleg széléig.  

## Elterjedése és termőhelye
Európában, Észak- és Dél-Amerikában honos. Magyarországon ritka.  
Fenyvesekben él, kéttűs fenyő vagy luc alatt; a meszes talajt részesíti előnyben. Áprilistól júliusig terem. 

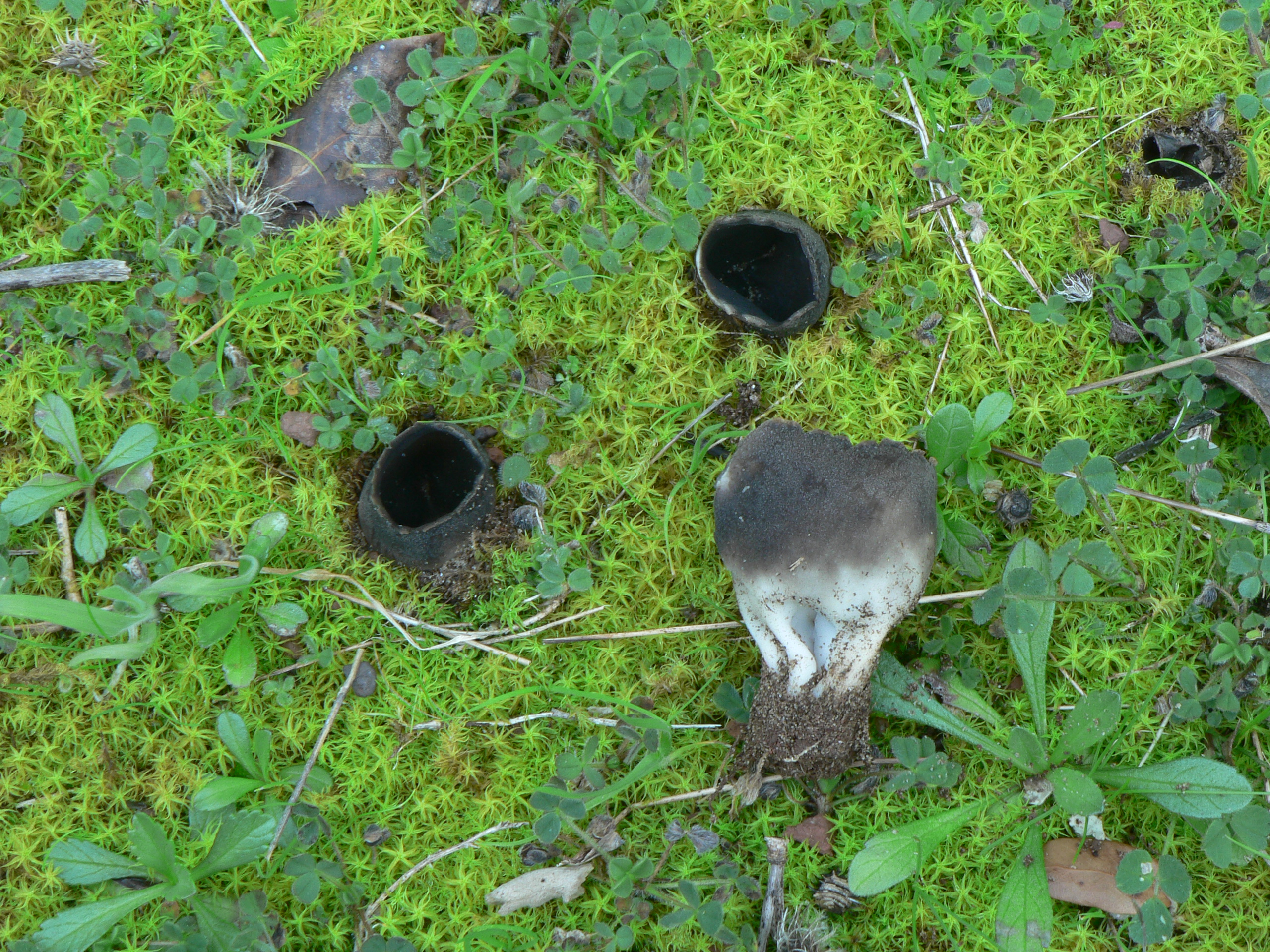
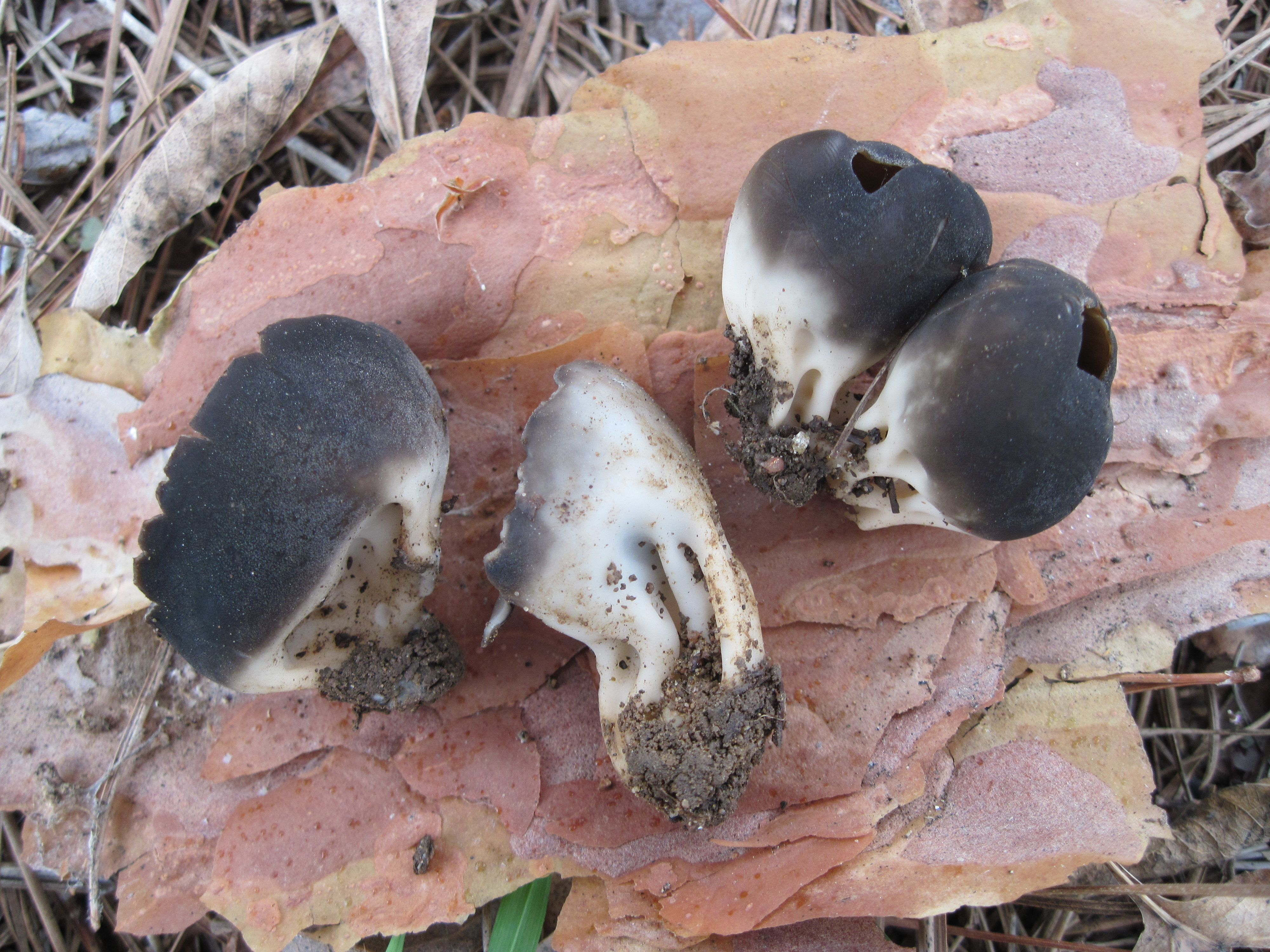
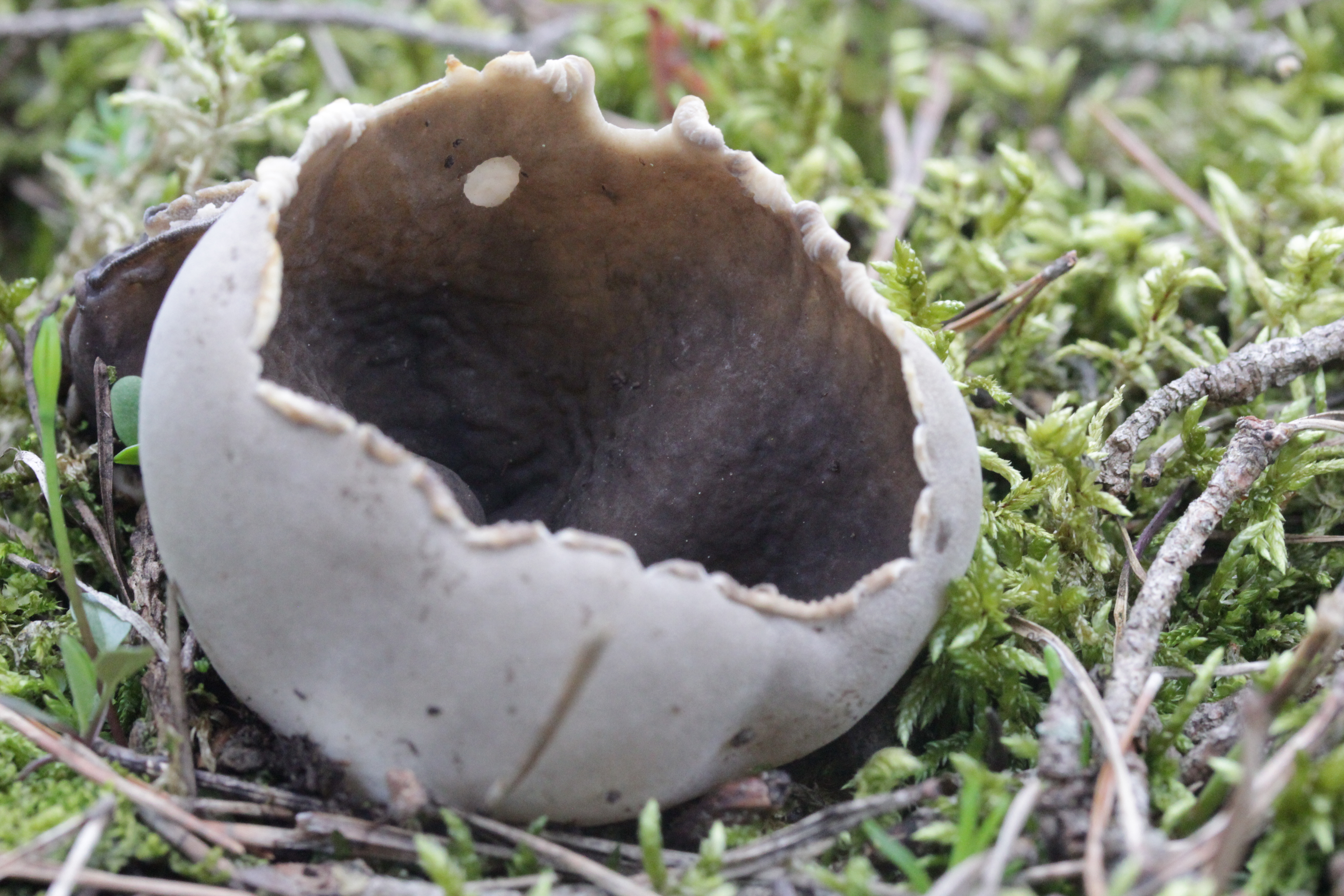
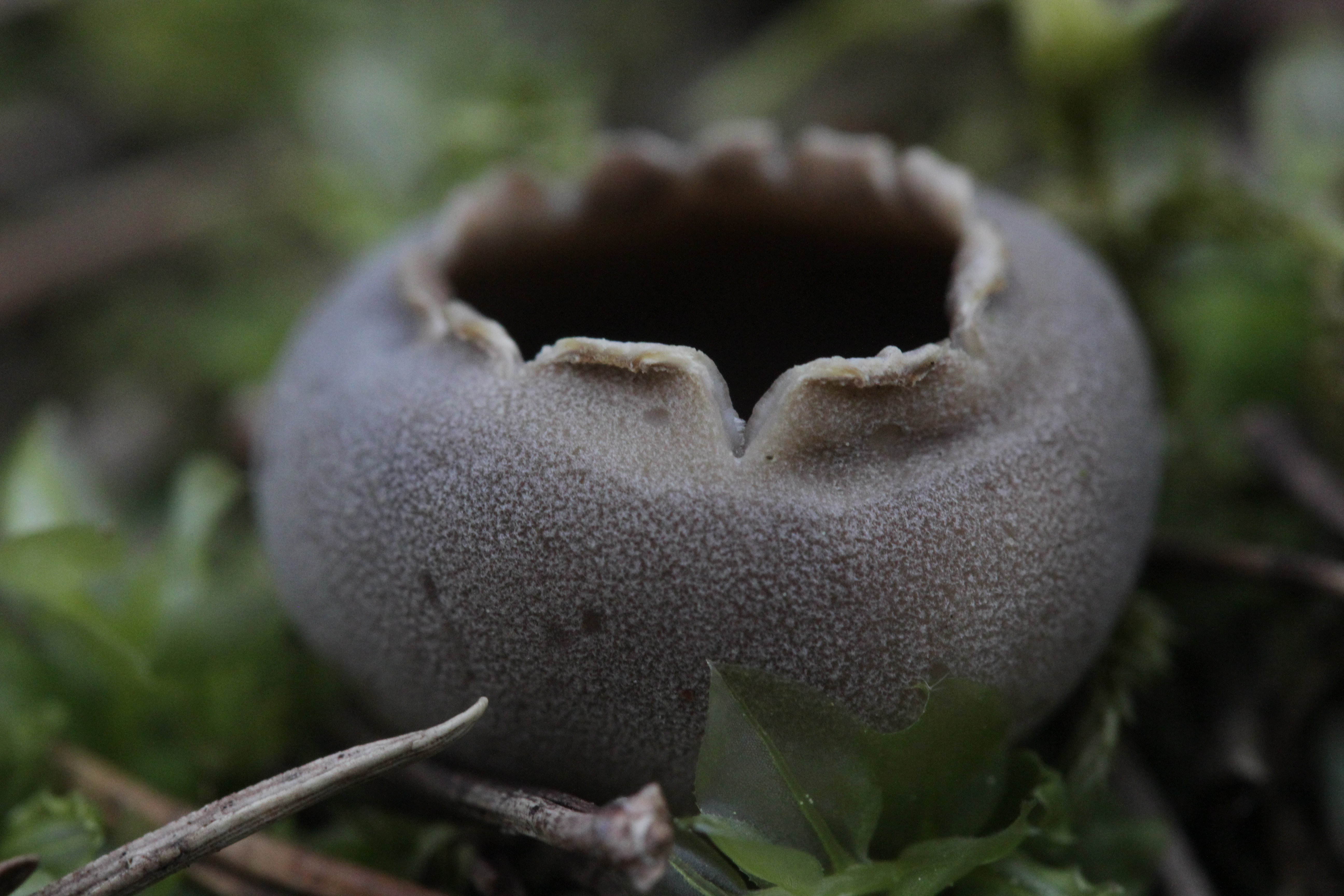
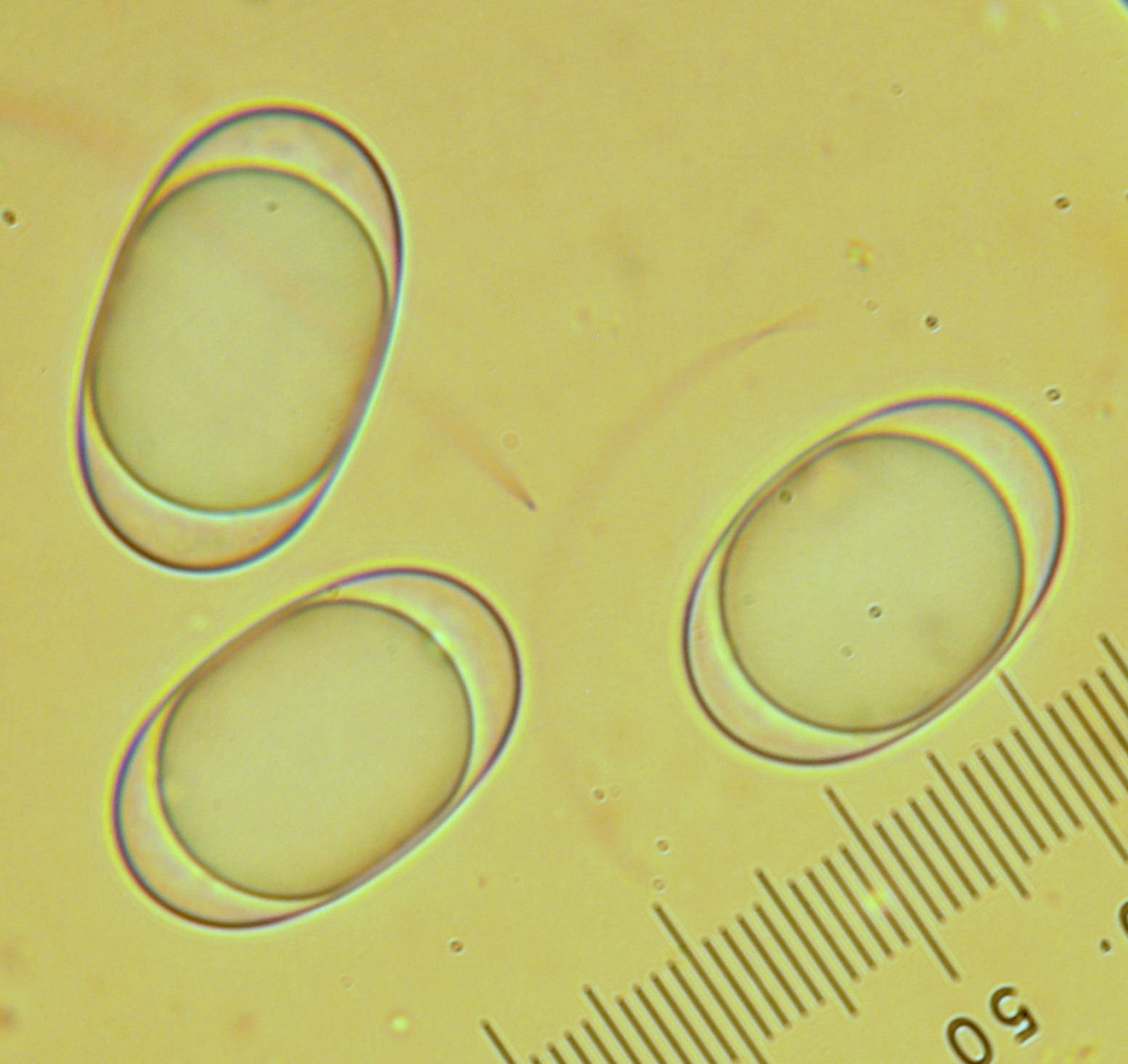

Nem ehető.  